# Alinja çay
Alinja çay (azerbajdzjanska: Əlincə çayı) är ett vattendrag i Azerbajdzjan. Det ligger i den sydvästra delen av landet, 400 kilometer väster om huvudstaden Baku.
Trakten runt Alinja çay består i huvudsak av gräsmarker. Runt Alinja çay är det tätbefolkat, med 530 invånare per kvadratkilometer.